# Julie Augustyniak
Julie Ann Augustyniak (Norfolk, Virginia, Estados Unidos; 1 de febrero de 1979) es una exfutbolista estadounidense. Jugó como defensora para el Atlanta Beat de Estados Unidos y para el 1. FFC Turbine Potsdam de la Bundesliga Femenina de Alemania, entre otros. Se crio en Peachtree City (Georgia) y fue a la McIntosh High School y luego a la Clemson University. Jugó para el Atlanta Classics de la W-League entre 1997 y 2000 junto a su hermana gemela Nancy Augustyniak. Se unió al F.C. Indiana para la temporada 2005. Su último equipo fue el Atlanta Silverbacks de la W-League.